# カティンカ・パスフェーア
カティンカ・パスフェーア（Kathinka Pasveer, 1959年6月11日 - ）は、オランダのフルート奏者。
ザーンダムの生まれ。ハーグ王立音楽院でフランス・フェスターにフルートを学び、1983年にニコライ賞を贈られて卒業した。在学中の1982年よりアーネム・フィルハーモニー管弦楽団の首席奏者を務めた。同年12月頃よりカールハインツ・シュトックハウゼンの協力者となり、音楽院を卒業した年にはシュトックハウゼンのオペラ《光》の土曜日の第二場面に当たる〈カティンカの歌〉をダルムシュタットで初演し、作品を献呈された。以後、シュトックハウゼンから多くの作品を献呈されている。